# Ökenlime
Ökenlime (vetenskapligt namn: Citrus glauca) är en vinruteväxtart som först beskrevs av John Lindley, och fick sitt nu gällande namn av I. H. Burkill. Ökenlimen ingår i släktet citrusar, och familjen vinruteväxter. Inga underarter finns listade i Catalogue of Life.